# Ji-Paraná Futebol Clube

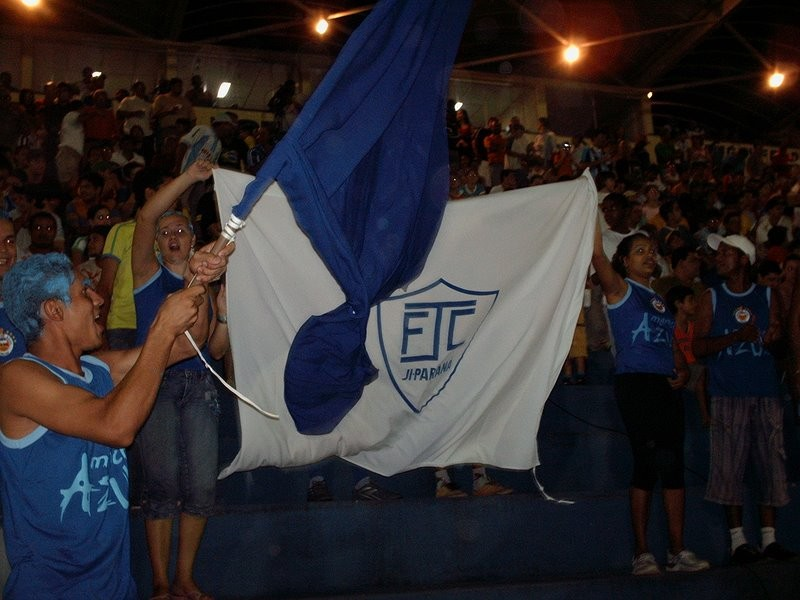
La afición del Ji-Paraná conocida como Torcida Mancha Azul

El Ji-Paraná Futebol Clube es un equipo de fútbol de Brasil que juega en el Campeonato Rondoniense, la primera división del estado de Rondonia; y en el Campeonato Brasileño de Serie D, la cuarta división nacional.

## Historia
Fue fundado el 22 de abril de 1991 en el municipio de Ji-Paraná en el estado de Rondonia luego de que se profesionalizara el Campeonato Rondoniense, siendo el primer campeón estatal en la era profesional, logrando ganar siete títulos durante la década de los años 1990, cinco de ellos de manera consecutiva.
En 1992 participa por primera vez en el Campeonato Brasileño de Serie C donde es eliminado en la primera ronda al terminar en último lugar en su zona entre cinco equipos finalizando en el lugar 22 entre 31 participantes. Ese mismo año juega en la Copa de Brasil por primera vez, siendo eliminado en la primera ronda por el Gremio de Porto Alegre del estado de Río Grande del Sur. En 1993 vuelve a participar en el Campeonato Brasileño de Serie C donde es eliminado en la primera ronda y termina en el lugar 62 entre 72 equipos.
En 1995 vuelve a participar en el Campeonato Brasileño de Serie C en donde a diferencia de las apariciones anteriores, en ésta logra superar la primera ronda como ganador de su zona, en la segunda ronda elimina al Ariquemes Futebol Clube del estado de Rondonia por la regla del gol de visitante, en la tercera ronda elimina al Rio Branco Football Club del estado de Acre por la misma regla, en la fase de octavos de final elimina 1-0 al Nacional Futebol Clube del estado de Amazonas y termina eliminado en los cuartos de final 1-2 por el Atlético Goianiense del estado de Goiás, terminando en séptimo lugar entre 107 equipos. Un año después en la tercera división nacional vuelve a superar la primera ronda al terminar en segundo lugar de su zona solo detrás de Rio Branco Football Club del estado de Acre, en la segunda ronda elimina 2-0 al Baré Esporte Clube del estado de Roraima, pero es eliminado en la tercera ronda 1-2 por el Nacional Futebol Clube del estado de Amazonas, terminando en el lugar 14 entre 58 equipos.
En 1997 aparece por tercera ocasión consecutiva en el Campeonato Brasileño de Serie C donde vuelve a superar la primera ronda al terminar en segundo lugar de su zona por detrás del Sao Raimundo del estado de Amazonas, en la segunda ronda elimina al Operario del estado de Mato Grosso del Sur por 1-0, en la tercera ronda elimina por el mismo marcador del Goiânia Esporte Clube del estado de Goiás y es eliminado en los cuartos de final 2-7 por el Clube Atlético Juventus del estado de Sao Paulo, finalizando en octavo lugar entre 64 equipos.
En 1999 regresa a la tercera división nacional en donde a diferencia de sus anteriores apariciones es eliminado en la primera ronda al terminar en quinto lugar de su zona solo delante del AD Vasco da Gama del estado de Acre.
Fue a inicios de los años 2000 que participa en la copa de Brasil nuevamente, eliminando en la primera ronda al AD Vasco da Gama del estado de Acre al ganarle ambos partidos por 2-1, pero es eliminado en la segunda ronda por el Esporte Clube Bahia del estado de Bahía al ganar 1-0 el partido de ida, pero pierde 0-5 en el de vuelta.
En 2001 vuelve a ser campeón estatal, clasificando a la Copa de Brasil de 2002 en donde es eliminado en la primera ronda por el Santos FC del estado de Sao Paulo al empatar 0-0 en el partido de ida y perder 2-4 en Sao Paulo.
En 2004 retorna a la tercera división nacional tras tres años de ausencia, pero es eliminado en la primera ronda al quedar en último lugar de su zona perdiendo todos los partidos sin anotar goles y termina en último lugar entre 60 equipos. Un año después regresa al Campeonato Brasileño de Serie C, pero vuelve a ser eliminado en la primera ronda como último lugar de su zona, con el consuelo de que al menos hicieron cinco puntos y ganaron un partido.
En 2007 tuvo una temporada desastrosa en la que terminaron descendiendo de la primera división estatal, regresando cuatro años más tarde como campeones de la segunda categoría. En 2012 vuelve a ser campeón estatal, obteniendo la clasificación a la Copa de Brasil de 2013 donde es eliminado en la primera ronda por el América de Natal del estado de Río Grande del Norte al perder ambos partidos 0-1.
En 2019 termina de finalista en el Campeonato Rondoniense, lo que le da la clasificación a la Copa Verde y al Campeonato Brasileño de Serie D para la temporada 2020.

## Palmarés
- Campeonato Rondoniense: 9

1991, 1992, 1995, 1996, 1997, 1998, 1999, 2001, 2012
- Campeonato Rondoniense de Segunda División: 1

2011